# Măgheruș (gmina Covasna)
Măgheruș (węg. Sepsimagyarós) – wieś w Rumunii, w okręgu Covasna, w gminie Ozun. W 2011 roku liczyła 114 mieszkańców.